# B ZONE
株式会社B ZONE（ビーゾーン、英: B ZONE, Inc.）は、日本の音楽制作会社・レコード会社及びアーティストマネージメントオフィスであり、現在は音楽事業に加え、不動産開発・投資事業も主体となっている。創業者は長戸大幸。
B ZONE GROUPと呼ばれ、GIZA studio、VERMILLION RECORDS、ビー企画室、MRM、ZAIN ARTISTS、堂島リバーフォーラム、株式会社ドリーマップス、株式会社セレステなど多岐に渡る部門を有する関連企業約50社以上を傘下にもつ企業集団である。

## 概要

### 創業
1978年、長戸大幸により東京都港区に「株式会社ビーイング（英: Being, Inc.）」として設立。当初は小さなマンションの中にある、小規模な音楽事務所であった。
1981年にはLOUDNESSがデビュー。その後、1985年にはTUBE、1988年にB'zがデビューして、ビーイングにとって大きな稼ぎ頭となった。1990年には、BBクイーンズの『おどるポンポコリン』がフジテレビ系アニメ『ちびまる子ちゃん』の初代エンディングテーマとして大ヒットするが、当初は売れても5～10万枚ほどだろうと長戸は予想していたという。

### ビーイング系で躍進
1990年代初期から中期にかけて、ビーイングは躍進を遂げていく。ZARD、WANDS、大黒摩季、DEEN、T-BOLANなどが次々とデビューして、大ヒットを記録していく。1993年においては、不況のさなかビーイング系アーティストは合計450億円前後を売上げ、業界の7%を占めた（俗にビーイングブームと呼ばれる）。
しかし、こうした中でも大半のアーティストのテレビへの出演を断っていたという。同年の第35回日本レコード大賞にもビーイング系アーティストはノミネートされなかったが、ビーイング側の関係者によると音楽賞を否定しているわけではなく、スケジュールの問題で番組に出演できないだけとしている。

### 不動産投資事業で急成長
1993年頃からは音楽事業からの資金を元手に不動産投資事業に参入、「ビープラネッツ」をはじめとした不動産子会社が1997年頃より大阪府大阪市西区北堀江周辺に30棟以上のビル・マンションを取得・保有し、hills パン工場の「THURSDAY LIVE」などによって北堀江を若者の街に変化させた。この手法はそれ以前に東京の代官山町でも使っており代官山町の土地のほとんどを創業者である長戸大幸が所有していた時期があり、若手の新進気鋭のデザイナーらに次々と出店させ代官山を現在の資産価値ある土地へと成功させ長戸大幸は巨額の富を得た。
その後も関西地区での不動産事業を拡大させ、「オーク四ツ橋ビル」、「HORIE hills」（旧GIZA hills）、「ANNEX GIZA」、「ビーイング四ツ橋ビル」などビル・マンションを2021年までに約2500棟以上を取得、2008年には大阪市福島区（ほたるまち）に多目的ホール堂島リバーフォーラムと高級賃貸マンションリバーレジデンス堂島を完成させた。
不動産のほとんどは貸しビル、高級デザイナーズ賃貸マンション、貸し事務所、駐車場、ショッピングモールなどでグループ全体の収益の半数以上を不動産収入が占めている。不動産の多くは東京代官山一帯と大阪市の堀江・心斎橋一帯に集中しているが京都府、滋賀県、愛知県、長野県、岐阜県、広島県、愛媛県、三重県など全国に規模を拡大しているほかハワイ島、ニューヨーク、スイスなどの海外にも不動産を多数所有するなど、かつてはビーイング系と言えば大手の音楽プロダクションとしての認知度が高かったが2025年現在では「関西の不動産王」と呼ばれるほどの大企業に成長をしている。
音楽事業、不動産事業、IT事業のほか飲食業やライブハウス、音楽養成スクール、損害保険代理業、デザイン会社、イベント会社、番組・映像制作会社、ローン会社、法務などの経営もしている。

## 沿革
1970年代
- 1977年、作曲家だった長戸大幸が妹尾隆一郎のマネージメントオフィスとして、ビック・ミュージックを設立。
- 1978年9月5日、スピニッヂ・パワーの「ポパイ・ザ・セーラマン」を月光恵亮らと制作。
- 1978年11月1日、長戸大幸が六本木に株式会社ビーイングを設立。
- 1979年4月1日、江崎秀一がデビュー。
- 1979年5月21日、長戸秀介、織田哲郎、北島健二のパーマネントグループ、WHYがデビュー。
- 1979年8月21日、キングレコード内に新レーベル BILL BOX を設立する。
- 1979年11月1日、ビーイング音楽振興会を設立（のちに沙里、稲葉浩志、上杉昇らを輩出）。
- 1979年11月14日、株式会社ビック・インターナショナルを設立（BEING GROUPのレコーディングスタジオ（のちのStudio Birdman創設の為の会社））。

1980年代
- 1981年7月1日、Studio Birdman/Brown Roomが完成。
- 1981年10月21日、Ading設立（Being Groupの宣伝広報部門として）。
- 1981年11月30日、株式会社Treasury設立（Being Groupの財務・経理・法務部門として）。
- 1981年12月17日、LOUDNESSが浅草国際劇場でのデビューコンサートを成功させる。この出来事は当時スタジオ・ミュージシャン中心の小さなインペグ屋でしかなかったビーイングを躍進させる原動力となった[7]。
- 1983年半頃、新宿 LIVE INN MURASAKIでライブハウスを展開。
- 1983年10月1日、Jawsman STUDIO完成（リハーサルスタジオ）。
- 1985年6月1日、TUBEが『ベストセラー・サマー』でデビュー（ハワイではこの日をTUBE DAYと定めている）。
- 1985年9月30日、Studio Birdman Gray Room完成（レコーディングスタジオ）。
- 1987年1月11日、YEAHブルース・セッション、目黒ライブステーションでスタート。
- 1987年3月1日、第1回 BADオーディション開催（合格者：桜井ゆみ）。Sound Jokerで開催。
- 1987年3月2日、株式会社ファースト・シーン設立（Being Groupの総合作家マネージメント・オフィスとして）。
- 1987年11月8日、YEAH BLUES SESSIONの集大成となるライブを渋谷公会堂で開催。
- 1987年11月15日、第2回 BADオーディション開催（合格者：T-BOLAN、関ゆみ子）。目黒ライブステーションで開催。
- 1988年9月5日、株式会社シーズ設立（Being Groupの総合マネジメント・オフィスとして）。
- 1988年09月21日、B'zが『だからその手を離して』でデビュー。のちに日本を代表するユニットとなった。
- 1989年01月22日、第3回 BADオーディション開催（合格者：大黒摩季）。五反田・スタジオ1009で開催。
- 1989年9月30日、T's STtudio完成（二子玉川）。

1990年代
- 1991年、Mi-Ke、ZARD、川島だりあ、T-BOLAN、WANDS等がデビュー。
  - ポリドールに専門レーベルb.gramを構える。
  - 初の系列レコード会社ビージン（のちのZAIN RECORDS）を設立。
- 1992年、大黒摩季、TWINZER、MANISHがデビュー。
  - BMGビクターに構えていた3つの専門レーベル（Rhizome、ZEZ、DOG HOUSE）をBMGビクターと共同出資で法人化、系列レコード会社BMGルームス（のちのRooms RECORDS）を設立。
  - ビージンをZAIN RECORDSに社名変更。
- 1993年、DEEN、BAAD、REV、ZYYGがデビュー。
  - ポリドールに構えていた専門レーベルb.gramを法人化、系列レコード会社B-Gram RECORDSを設立。
- 1994年9月27日、株式会社ビープラネッツを設立[8]。
  - 南青山に設立されたエムアールエムから、フリーペーパー『Music Freak Magazine』が創刊。
  - 大阪に設立されたジェイロックマガジン社から『J-ROCK MAGAZINE』の創刊準備号が発刊。翌春、正式創刊。
  - 大阪に設立した番組制作会社MODS HOUSEが、在阪テレビ局とラジオ局の深夜枠で音楽番組を次々に放送開始。
  - 大阪（心斎橋）・京都（北山）・名古屋（栄）に、CDショップJEEZを開店。当初エントランスにビーイング系アーティストのポスターが飾られていたが、1990年代後半頃からヴィジュアル系に特化した店に転換。2000年以降京都・名古屋の店舗が閉店され、2003年に心斎橋店閉店により完全閉店。
  - 大阪心斎橋に、クラブGrand Cafe（グランカフェ）[注釈 1]とロックバーROCKROCKを開店。
- 1995年、J-DISC（のちのJ-DISC Being）を設立。これにより、グループ内のみで楽曲制作から流通までを構成できるようになった。
  - FIELD OF VIEW、BA-JI、PAMELAHがデビュー。
  - BMGルームスをRooms RECORDSに社名変更、完全に系列レコード会社となる（販売はBMGに委託）。
  - 大阪心斎橋スパジオビル内に、レコーディングスタジオREDWAY STUDIOを設置。2001年頃に堀江へ移転。
  - 大阪心斎橋に、BLUE-Z RECORDSとStyling RECORDSの2つのインディーズレーベルを設立。
- 1996年
  - 5月20日、ZAIN RECORDSに関西専門レーベルとしてWEST HAUSを設置。
  - 9月1日、Rooms RECORDSの販売権がBMGからJ-DISCに移管。
  - 11月11日、佳苗がデビュー。
- 1997年、秋吉契里、小松未歩、七緒香、辻尾有紗がデビュー。
  - ZAIN RECORDSに関西専門レーベルとしてSpoonfulを設置、7月には関西拠点最初のメジャーレコード会社Amemura O-town Recordとして法人化[注釈 2]。
  - 初の自社ビルとして森本六本木ビルを取得。これまで六本木界隈に点在していた関連会社を、同ビル内に集約化。
  - ライオンスペシャル 第17回全国高等学校クイズ選手権にライオンと共に協賛スポンサーとして参加。
- 1998年
  - 9月1日、B-Gram RECORDSが関西拠点のレコード会社として、株式会社ギザ（GIZA studio）設立。設立当初はインディーズレーベルであったが、1999年にメジャーレーベルとなった[9]。
  - 9月2日、椎名祐海がメジャーデビュー。
  - ビーイング音楽振興会大阪校を開校。のちに、関西クリエイターズ学院と統合、ギザミュージックスクールに改称。
  - 大阪北堀江にART CUBEビルが落成。レコーディングスタジオやリハーサルスタジオ以外に、ビーイング音楽振興会大阪校やZAIN RECORDS大阪などの関連会社が入居。
- 1999年、倉木麻衣、rumania montevideo、WAG、4D-JAM、sweet velvet、New Cinema 蜥蜴、GRASS ARCADEがメジャーデビュー。

2000年代
- 2000年、愛内里菜、GARNET CROW、松橋未樹、Soul Crusaders、長谷実果、RAMJET PULLEY、吉田知加がメジャーデビュー。
  - 6月 - 新光集団との合弁によるレコード会社新光美音（Shinkong-Being Multimedia）を台湾に設立。これを機に、ビーイング系アーティストの台湾・香港・中国国内で正規盤のリリースが開始された。2009年を以て新光集団との提携終了に伴い、清算。
- 2001年、上原あずみ、Les MAUVAIS GARÇONNES、nothin' but love、the★tambourinesがメジャーデビュー。
  - 4月、アメリカの音楽配信サイトMP3.comと提携し、両社提携の日本語サービスを開始[10]。
  - 4月、北堀江にGIZA HILLSが完成。これまで心斎橋に拠点があった総務・A&R部門などが、制作拠点と同じく北堀江に集約化された。
  - 6月25日、グループ傘下であるB'zのマネジメント会社「ビー・ユー・エム」（代表長戸大幸、取締役松本孝弘）が東京国税局の査察を受け、B'zのコンサートに関する機材費・人件費に関して、複数のグループ会社に支払ったように偽装し、架空経費を計上。約8億4000万円の所得隠しを指摘されたことが報道された[11]。ただし、ビーインググループ内の別会社の収益として申告・納税されており、脱税の意図はなかったと判断され、刑事告発は行われなかった。ビー・ユー・エムは、国税局と見解の相違があったとして修正申告に応じた。
  - 現地法人としてアメリカにGIZA USA[注釈 3]と韓国にBeing Music Korea[注釈 4]をそれぞれ設立。
- 2002年3月、大阪市西区北堀江にhills パン工場を開店。
- 2002年、菅崎茜、三枝夕夏 IN db、北原愛子、山口裕加里、大野愛果がメジャーデビュー。
- 2003年
  - 3月20日、hills パン工場にてTHURSDAY LIVEを開始。
  - 滴草由実、岸本早未がメジャーデビュー。
  - 系列レコード会社B-Gram RECORDSが同ZAIN RECORDSを吸収、ZAIN RECORDSはレコード・レーベルとして存続。
- 2004年、doa、高岡亜衣、竹井詩織里、スパークリング☆ポイントがメジャーデビュー、韓国の人気女性グループJEWELRYが日本デビュー。
- 2005年8月4日、アメリカApple Computerによる音楽配信サービスiTunes Music Storeと提携、日本版サービスの開始と同時に配信を開始[12]。
- 2005年、テレビアニメ『MÄR-メルヘヴン-』がGIZA studioと共にCDをタイアップ。岩田さゆりがメジャーデビュー。
- 2006年、宇浦冴香、上木彩矢がメジャーデビュー。
- 2007年、系列レコード会社NORTHERN MUSICを東京港区に設立し、倉木麻衣、滴草由実らを移籍させる。長戸大幸が代表取締役を退任した（ただし、歌手の質を保ちたいことを理由にプロデューサー業は続投）。
  - グループ再編により多くの関連会社を整理。NORTHERN MUSIC、GIZA studioを除く系列のレコード会社はビーイングに吸収。新代表取締役には倉木麻衣の担当マネージャーだった升田敏則が就任した。
  - DAIGOがボーカルを務めるBREAKERZ、小泉ニロ、Gulliver Getがメジャーデビュー。
- 2008年、Naifu、羽田裕美、平田香織、PINC INCがメジャーデビュー。
  - 大阪中之島に堂島リバーフォーラムがオープン。
- 2009年、Chicago Poodle、さぁさがメジャーデビュー。

2010年代
- 2010年1月、新レーベルpure:infinityを設立。
  - 前年をもって台湾に設立した新光美音が清算された事に伴い、新たに現地のレコード会社豊華唱片（FORWARD MUSIC）と提携し、B'z、ZARD、倉木麻衣など主要歌手の作品のみを発売（2018年末提携終了[13]）。
- 2011年、Caos Caos Caosがメジャーデビュー。
- 2012年、新レーベルD-GOを設立し、grram、なついろがメジャーデビュー。また「2012年12月12日のメジャーデビューが確約」されている大々的なオーディション｢トレジャーハント ～ビーイングオーディション2012～」を開催する[14][15]。その後、優勝した新山詩織が12月12日にアーティストデビューした。
- 2013年7月、グループ約30社と創業者の長戸大幸が、東京・大阪国税局などの税務調査で、2007年から2012年までの5年間にわたり、計約20億円の申告漏れを指摘された。ビーイング側は「見解の相違はあったが、国税当局の指摘を受け入れ、修正申告した」とコメントしている[16]。
- 2013年、新山詩織、KNOCK OUT MONKEYがメジャーデビュー。
- 2013年、新レーベルRozetta LabelとCRIMZONを設立。
- 2014年、WAR-ED、植田真梨恵がメジャーデビュー。
- 2014年、新レーベルWhite Cafeを設立。
- 2015年、女性ダンス＆ボーカルグループLa PomPon、安良波明里、焚吐、蓮花、アンティック-珈琲店-がメジャーデビュー。
- 2016年、オーディションで選ばれたNANAが参加するグループLily's Blowがメジャーデビュー。
- 2017年、Cellchromeがメジャーデビュー。他にメンバー全員が音大出身というグループNormCoreがメジャーデビュー。
- 2018年、大阪拠点のGIZA studioからdpsがメジャーデビュー。
- 2019年、長戸大幸プロデュースによりGIZA studioから女性ロックグループSARD UNDERGROUNDがメジャーデビュー。同じくGIZAから長戸大幸プロデュースにより新ボーカルを迎えたWANDSが再始動。

2020年代
- 2020年、男性2人組ユニットall at once、オーディションで選ばれたRAKURAがメジャーデビュー。
- 2023年4月4日、社名を株式会社ビーイングから株式会社B ZONEに変更した[17][18]。

## B ZONEの特徴

### 制作方針
グループ代表の長戸大幸が全面プロデュースを行っていた80年代～90年代のビーイングは、既存のアイディアを奇抜に組み替えて全く別のものを作るという意識であった。特に顕著だったのは、アマチュアバンドと契約してプロデビューさせるのではなく、オーディションで発掘したボーカリストを主体に、完全にプロデューサー主導で結成されたバンドがほとんどな点である。B'zも含めて、顔を合わせるまでお互いの素性も経歴、音楽志向も知らなかったケースもよくあった。
また、B ZONEはクリエイター集団という特徴を最大限生かし、バンドやアーティスト自身の自作にはあまりこだわらずに、グループ所属の人気ミュージシャンやクリエイターの作品をほぼ独占的に採用して分業していた点にある。ただ、こうした制作方針は結成当初にはうまく機能して大ヒットを量産するものの、活動していくにつれてメンバー間の「音楽への方向性の違い」などから脱退・解散してしまうことが少なくなかった。
現在は、一部を除きそのような傾向は薄れており、B'zがK-POPのキム・ヒョンジュンに楽曲を提供したり、ビーイング所属クリエイター陣の小澤正澄（元PAMELAH）がSKE48「アイシテラブル!」、後藤康二（元ZYYG）が乃木坂46「ガールズルール」のシングル曲をそれぞれ作曲・編曲してオリコン週間シングルチャートで1位を記録するなど、K-POPやアイドル作品を含めて外部に幅広く作品を提供している。

### タイアップ
レコード会社としてテレビアニメやテレビドラマ作品の主題歌をタイアップとして提供し、その主題歌のシングルCDの売上貢献に寄与させる戦略を得意としている。これは長期的に主題歌として流れるため、視聴者（主に若年者）層へ楽曲を浸透させることができ、アーティストのファン層の拡大と関連商品に対する出費を惜しまないアニメファンによる購買が期待できることを狙いとしている。楽曲によってはタイアップするアニメのシナリオや世界観などを参考にしながら歌い手が作詞している。
1990年代には刑事ドラマ『代表取締役刑事』や『ララバイ刑事シリーズ』への楽曲提供、さらにテレビアニメ『ちびまる子ちゃん（第1期）』での「おどるポンポコリン」が1990年の代表曲となる程のメガヒットを記録したのを皮切りに、1993年から放映が始まったテレビアニメ『スラムダンク』以降のテレビ朝日19時30分及び枠以降の18時枠で番組開始から1999年の終了までOPの一部を除き一貫してビーイング系アーティストがオープニング曲とエンディング曲を担当、楽曲が作品内容にマッチしていた事もあり高い支持を得た。また、1996年～1997年に放映されていたテレビアニメ『ドラゴンボールGT』や、1996年から放映が始まったテレビアニメ『名探偵コナン』においてもB ZONE系アーティストがほぼ独占的にオープニング曲とエンディング曲を担当してミリオンセラーが出ている。
テレビアニメ『名探偵コナン』以降、小学館に連載される少年漫画を原作にアニメ化した作品との繋がりが強くなり、『メタルファイト ベイブレード』『格闘美神 武龍』『PROJECT ARMS』『モンキーターン』『メルヘヴン』『結界師』『ゴルゴ13』『天使な小生意気』などのテレビアニメに放送開始時からオープニング曲とエンディング曲、劇伴楽曲を提供している（これら作品の版権管理は小学館集英社プロダクションが行っている）。これらの他にも多くのアニメ主題歌やサウンドトラックの制作を担当している。
またゲーム関連では、『テイルズ オブ シリーズ』（ロールプレイングゲーム）のテーマ曲を提供していた時期もある（現在は主にエイベックス）。
アニメ以外でもB ZONE系アーティストのリリースする曲の大半はCMや音楽番組・バラエティ番組・深夜番組・NHKオリンピック歴代テーマソングなどとタイアップが付き、メディア出演をせずとも多くの人がテレビやラジオを通じて耳にするようになっている。テレビドラマ主題歌へのタイアップは2000年代には少なくなっている。

### ラジオ局でのパワープレイ
1999年の倉木麻衣の『Love, Day After Tomorrow』が全国のラジオ局でパワープレイされてミリオンセールスを記録した事をきっかけに、アーティストデビュー時に全国のラジオ局と組んでパワープレイを獲得してプロモーション展開を図っている。
なお、日本でいち早くパワープレイを導入した大阪のFM802では、これまでビーイング系アーティストの楽曲が一度も採用された事がない。
FM802の姉妹局であるFM COCOLOではパワープレイは設けられていないが、過去にB'zがマンスリーアーティストとして選ばれた事がある。

### 自社レーベルの導入
今でこそプロダクション系レコード会社はめずらしくなくなっているが、ビーイングでは1991年から立て続けに専用レコード会社及びレーベルを設立している。インディーズレーベルも含む。
- B.JIN（ビージン） → ZAIN RECORDS（1991年）
- BMG ROOMS → Rooms RECORDS → VERMILLION RECORDS（1992年）
- B-Gram RECORDS（1993年）
- GIZA studio（1999年）
- TENT HOUSE（1999年）※インディーズ作品のリリース
- ZAZZY（2005年）※インディーズ作品のリリース
- NORTHERN MUSIC（2007年）※倉木麻衣専用レーベル
- D-GO（2012年）
- GIZA JAZZ → O-TOWN Jazz（2012年）
- Being（2012年）
- CRIMZON（2014年）※インディーズ作品のリリース
- 海峡レコード（2019年）※演歌レーベル
- asistobe（2020年）※Z世代クリエイター専門レーベル（読みはアズイズトゥビィ）
- D5 RECORDS（2024年）※DAIGO専用レーベル

1995年には、流通販売も自社で行う目的でJ-DISCを設立。これにより制作から、発売・販売・宣伝全てを自前で行う仕組みが完成した。
現在、上記レコード会社および流通販売会社はGIZA studioを除きビーイングに統合され、ZAIN、B-Gram、VERMILLION、NORTHERNはレコード・レーベルの一つである。その結果、現在のレコード会社としてはBeing INC.とGIZAの2社で統一され、各レーベルが付帯されている。

#### 運営終了レーベル
- Amemura O-town Record（1997年7月1日〜1999年4月30日）※関西拠点最初のメジャーレーベル。実質的に小松未歩のプライベートレーベルとなっていた。[注釈 7]
- Styling Records（1996年）※同レーベルよりインディーズデビューしていたYOKO Black. Stoneがメジャーデビューする際、レーベル名をそのまま継承し、運営をギザ（GIZA. Inc.）に移した。
- DAY TRACK（2003年）※インディーズ作品のリリース
- pure:infinity（2010年）
- CARAMEL MONSTER RECORDS（2011年）※インディーズ作品のリリース
- FREEDOM WEST（2011年）※インディーズ作品のリリース
- depth（2012年）※インディーズ作品のリリース
- Rozetta（2014年）※インディーズ作品のリリース
- White cafe（2015年）
- Honey Bee Records（2016年）

#### 専門レーベルの導入
1990年代以降はビーイング出資によるレコード会社が次々に設立されてきたが、遡れば1980年代初頭より自社制作音源を供給する目的で大手レコード会社内に専門レーベルを設立した経緯がある。
なお、LOUDNESS・BOØWY・亜蘭知子・秋本奈緒美・浜田麻里・TUBE・B'zなど1980年代に発表された作品はビーイングが制作したマスターテープ（原盤）をレコード会社側が買い取った上で発売されているが、1990年代以降はビーイングが原盤権を保有しレコード会社や音楽出版社と原盤供給契約をしているものが殆どである。
また1980年代に発表された一部作品で、レーベルと合わせて原盤制作を示す意でビーイングのロゴマークが併記されてあるものやクレジットされてあるものがある。
- 日本コロムビア
  - B&M - 1980年代初頭に設立。LOUDNESSや早瀬ルミナなどの作品をリリース。
  - B-C → Beat reC - 1993年設立。PAMELAHやW-NAO、BAADなどの作品をリリース。1998年に"Beat reC"へ改称に合わせてZAIN RECORDSよりFIELD OF VIEWが移籍。
- キングレコード
  - BILL BOX - 1980年にビーイングが初めて設立したレーベル。三原じゅん子やスピニッヂ・パワー、清水信之などの作品をリリース。
- テイチク
  - Bi-Ta-Ming - 1991年設立。ビーイング制作ではW-NAOやKEY WEST CLUBなどの作品をリリースされているが、芸能事務所浅井企画所属のタレントの関連作品もリリースされた。レーベル第一弾アーティストは浅井企画所属だった佐野量子。
- ポリドール
  - b.gram - 1991年設立。ZARDなどの作品をリリース。1993年2月にビーイングとポリドールの共同出資によるB-Gram RECORDSを設立し法人化。ZARD作品のみ、B-Gramから再発売。
- 徳間ジャパン
  - Baby,Be Love - 徳間に吸収される以前の1991年にメルダック時代に設立。松本孝弘やTUNE'Sなどの作品をリリース。[注釈 9]
- ソニー・ミュージックエンタテインメント
  - HUMAN BEE - 1992年にソニー・ミュージックレコーズ内に設立。
  - Rhizome - 1989年にBMGビクター（現：アリオラジャパン）内に設立。1992年にBMGルームス設立に伴い移管。原盤権の関係で、B.B.クィーンズの『おどるポンポコリン』等はアリオラジャパンが保有し、現在もカタログとして残されており販売され続けている。[注釈 10]
  - ZEZ - 1990年にBMGビクター（現：アリオラジャパン）内に設立されたB'zのプライベートレーベル。1992年にBMGルームス設立に伴い移管。
  - D.O.G. HOUSE - 1991年にBMGビクター（現：アリオラジャパン）内に設立。1992年にBMGルームス設立に伴い移管。
  - BERG - 1998年にBMGビクター（現：アリオラジャパン）内に設立。第一弾アーティストはB-Gram RECORDSより移籍したDEEN。[注釈 11]
- VAP
  - B-VAP - 1993年設立。[注釈 12]
- アポロン
  - Dreamix - 当初は1990年に設立されたビーイングとの共同プロデュースによる渡辺プロダクションの関連会社だったが、1991年にKIX-SのCDデビューに合わせて事務所兼レーベルとして運営された。[注釈 13]

etc･･･

### タレント部門
- 1980年代からグループ内にタレントマネジメントを行う子会社は存在しており、ビーイングランドにはアイドル・声優として活動していた太田貴子やベストワンプロには山口かおりらが所属していた。またビーイング本体でも秋本奈緒美や榎本三恵子らをマネジメントしていた。
- 1988年に設立されたオフィスフットワークスには、元おニャン子クラブの五味岡たまきや1991年に他事務所から移籍してきた網浜直子と飯島直子が所属。網浜と飯島はW-NAOとしてCDデビューしている。ビーイング全盛期はZARDや大黒摩季で露出を控える戦略を取っていたが、ZARDや大黒とは違い事務所移籍後の飯島は活動の末、モデルからタレント・女優として転身し、癒し系芸能人としてブレイクを果たした。1990年代中盤まで事務所が存在していたが、代表者の引退などによる理由で事務所が解散。それにより網浜、飯島、亜蘭知子といった所属タレントはヒロ・グループ系列のヒロ・エンターテイメント（現：ハーキュリーズ）へ移籍する事になった。[注釈 14]
- オフィスフットワークスはジャニーズ事務所から独立したばかりの田原俊彦と業務提携しており、その経緯からコンサートツアーのバックメンバーにビーイング所属のミュージシャンが参加していた。田原もフットワークス解散後は、ヒログループへ移籍している。
- 1990年代初頭は南野陽子の個人事務所サザンフィールドと業務提携しており、音楽制作やファンクラブ業務をビーイングが行なっていた事もあった。
- 2000年代にはマネージメント会社「LOOP」がモデル・タレント部門を設立。モデル・タレント・俳優の育成にも力を入れ始める。
- 2009年2月28日をもってタレント部門の閉鎖。現在はタレント部は系列のWhite Dreamが運営している。
- BREAKERZのヴォーカルDAIGOはミュージシャン活動のマネジメントのみビーイングが行なっており、タレントとしてのマネジメントはバーニングプロダクション系列のエープラスが担当。

### 自社ミュージシャンの活用
B ZONE系アーティストの楽曲のコーラスでは、上杉昇、生沢佑一（TWINZER）、近藤房之助、坂井泉水、宇徳敬子、大黒摩季、川島だりあ、小松未歩など、ビーイング所属のアーティスト同士で互いにコーラスに参加していた。BAADの大田紳一郎（現：doa）は、ZARDの曲で男声コーラスをしている。演奏においてもDIMENSIONを中心に自社ミュージシャンを活用している。

### クリエイター
作詞家・作曲家・アレンジャーが多数在籍している（以下、過去の在籍も含む）。（50音順）
公式サイトが開設され、Being Music Creatorsに記載されている。
作詞
- AZUKI七（元GARNET CROW）
- アツミサオリ
- AMY（英語詞担当）
- 亜蘭知子（現在はビーイングから離脱）
- 稲葉浩志（B'z、作曲と兼任）
- 上原あずみ（2010年、契約違反により解雇）
- 上杉昇（元WANDS、現在はビーイングから離脱）
- 上原大史（WANDS、作詞）
- 宇徳敬子（作曲と兼任、現在はビーイングから離脱）
- 大黒摩季（作曲と兼任）
- エンドケイプ
- 小田佳奈子
- 川島だりあ（FEEL SO BAD、作曲と兼任）
- 倉木麻衣（作曲時は「Ima Kiraku」名義）
- 小内喜文（作曲と編曲を兼任）
- 小松未歩（作曲と兼任、現在は音楽活動から離れる）
- 三枝夕夏（元三枝夕夏 IN db、現在は音楽活動から離れる）
- 坂井泉水（ZARD、2007年5月27日死去）
- 佐々木美和（元SO-FI、「PANINARO 30」名義のものも含む）
- TONE（英語詞担当、編曲と兼任）
- 長戸大幸（ビーイング創業者、作曲と兼任、「KANONJI ROCKAKU」名義ほか別名多数）
- 前田亘輝（TUBE）
- 牧穂エミ（現在はビーイングから離脱）
- 山崎あおい（作詞と兼任）
- 凛々
- rui（fade） ほか

作曲
- 麻井寛史（Sensation、元the★tambourines）
- 稲葉浩志（B'z、作詞と兼任）
- 石井健太郎（編曲と兼任、現在はビーイングから離脱）
- 宇津本直紀（元DEEN、現在はビーイングから離脱）
- 宇徳敬子（作詞と兼任、現在はビーイングから離脱）
- 大黒摩季（作詞と兼任）
- 大田紳一郎（doa）
- 大島こうすけ（康祐）（大満月・元WANDS・元SO-FI、編曲と兼任）
- 大西輝門（現在はビーイングから離脱）
- 大西俊也
- 大野愛果
- 岡本仁志（元GARNET CROW、編曲と兼任、現在はビーイングから離脱）
- 小澤正澄（元PAMELAH、編曲と兼任）
- 織田哲郎（現在はビーイングから離脱）
- 川島だりあ（FEEL SO BAD、作詞と兼任）
- 久保田敬也（元Purple Stone、編曲と兼任。現在はビーイングから離脱）
- 小内喜文（作詞と編曲を兼任）
- 後藤康二（元ZYYG、編曲と兼任）
- 小松未歩（作詞と兼任、現在は音楽活動から離れる）
- 高崎晃（LOUDNESS。プロデュース、ギター演奏も兼任。現在はビーイングから離脱）
- 栗林誠一郎（現在はビーイングから離脱）
- 多々納好夫
- 鶴澤夢人（元WAR-ED、編曲と兼任）
- 寺尾広
- 徳永暁人（doa）
- 長戸大幸（ビーイング創業者、作詞と兼任、「KANONJI ROCKAKU」名義ほか別名多数）
- 西村麻聡
- 中村由利（元GARNET CROW、現在は音楽活動から離れる）
- 春畑道哉（TUBE）
- 樋口宗孝（LOUDNESS。プロデュース、ドラム演奏も兼任。現在はビーイングから離脱、2008年11月30日死去）
- Hiya & Katsuma（編曲と兼任）
- 平賀貴大（編曲と兼任）
- 松本孝弘（B'z）
- 三好誠（元rumania montevideo）
- 望月衛介
- 望月由絵
- 山崎あおい（作詞と兼任）
- 山口篤（元Naifu、dps）
- Yoko Blaqstone
- 渡辺亮希 ほか

編曲
- 明石昌夫（元B'zのサポートメンバー、現在はビーイングから離脱）
- 石井健太郎（作曲と兼任、現在はビーイングから離脱）
- 池田大介（「池田大輔」名義のものも含む）
- 大賀好修（Sensation・元OOM・元nothin' but love）
- 大島こうすけ（康祐）（大満月・元WANDS・元SO-FI、作曲と兼任）
- 大堀薫（元BLUEW、現在はビーイングから離脱）
- 岡本仁志（元GARNET CROW、作曲と兼任）
- 小澤正澄（元PAMELAH、作曲と兼任、「M-oZ」名義のものも含む）
- 加藤貴也
- 鎌田真吾
- 久保田敬也（元Purple Stone、編曲と兼任。現在はビーイングから離脱）
- 小内喜文（作詞と作曲を兼任）
- 後藤康二（元ZYYG、編曲と兼任）
- 小林哲
- 斉藤辰夫（T.SAITOH、「t2o」名義のものも含む）
- 笹路正徳
- DJ ME-YA（水谷智明）（音楽レーベルDAY TRACK代表）
- 鶴澤夢人（元WAR-ED、作曲と兼任）
- 寺島良一
- 寺地秀行（「Dr.Terachi」名義のものも含む）
- TONE（英語詞と兼任、「FRANK ANGSTEAD」名義のものも含む）
- 徳永暁人（doa）
- 西村麻聡（FENCE OF DEFENSE 当時：西村昌敏、現在はビーイングから離脱）
- 野田雪文（現在はビーイングから離脱）
- 葉山たけし（現在はビーイングから離脱・外部より参加）
- 蓬田尚紀（Naoki "J" Yomogida、レコーディングエンジニア、元Field Of Viewのサポートベーシスト、現在はビーイングから離脱）
- Hiya & Katsuma（作曲と兼任）
- 平賀貴大（作曲と兼任）
- 古井弘人（元GARNET CROW、現在はビーイングから離脱）
- 藤崎昌弘
- ホリエアキラ（元NONSECT、現在はビーイングから離脱）
- MissTy
- munetoshi
- Lee Jae-Kwan ほか

### スタジオ風景
1993年当時、ビーイングの拠点は六本木にあり、そのスタジオでの様子をセピア調のジャケットや歌詞カードにして、TV露出を行わないながらアーティストイメージを印象付けた。レコーディング用マイクの前、ミキサー卓での作業風景、ギターやベースの楽器を持つ、ドラムセットに座るなどの姿を採用しているケースが多かった。

### 外部との関わり
外部からクリエイターを招いて楽曲製作することもあり、松井五郎・秋元康・康珍化・湯川れい子・大津あきら・ジョー・リノイエ・馬飼野康二などが該当する。更にGLAYのTAKUROが松本孝弘のソロ作品で共同制作をしたことがあった。最近では葉山たけしが離脱後もZARDなどの楽曲を製作している。
上記とは逆に織田哲郎がMAGIC・相川七瀬のプロデュースをビーイング外部で手がけた事があり、更には松本孝弘が宇都宮隆・MISIA・KAT-TUN、大島こうすけがZwei、後藤康二が伊藤由奈の楽曲を手がけた。
楽曲の参加ではZARDが楠瀬誠志郎・織田哲郎が美久月千晴・Ridingが坂崎幸之助（THE ALFEE）とのレコーディングでのコラボレートを実現した。DIMENSIONは結成以前から誰彼構わず主義であり、ジャニーズ事務所所属歌手のレコーディングに参加している。
また、以前より外部プロダクションと親交があり、KIX-Sは渡辺プロダクション創業者渡辺晋の長女渡辺ミキと長戸が共同でプロデュースした。
スターダストプロモーションとは坂井泉水・宇徳敬子・KEY WEST CLUB・MANISHらを送り出し、その密接な関係から“ビーイング―スターダスト連合”なる呼称が一部で使われていた。
スペースクラフト、ボックスコーポレーション等と親交があり、所属アーティストのサウンドプロデュースをビーイングが手がけていた。スペースクラフトとはBon-Bon Blanco・岩田さゆり・宇浦冴香、ボックスとは上木彩矢・高岡亜衣、過去にはFIELD OF VIEW・Litz Co.などが挙げられる。しかし、現在は、それらのアーティストが全て活動休止や移籍となり、スペースクラフト、ボックスコーポレーション等との親交も薄れている。
吉本興業とも交流があり、古くは吉本新喜劇オールスターズ、2003年頃からFayrayのアルバム『白い花』と『HOURGLASS』のサウンドプロデュースを長戸大幸が手掛けた。
大阪府に本社、東京都に支社を置くアーティスト・モデル・タレントマネージメントプロダクション「BLUE SPLASH」（1985年設立）や、大阪府を拠点に活動しているモデル・タレントマネージメントプロダクション「スタジアムプロモーション」（1983年設立）等と業務提携。所属アーティストのサウンドプロデュースをビーイングが手掛けている。「BLUE SPLASH」所属アーティストは、青紀ひかり、北原愛子（引退）、碧井椿（引退）、北空未羽（活動休止）、「スタジアムプロモーション」所属アーティストは、菅崎茜（活動休止）。
元々、外部に所属するもビーイング系列のレコーディングには頻繁に参加する青木智仁・青山純・江口信夫・渡辺直樹とも親交が深い。

## 自社オーディション
下記の大型オーディション以外にも様々なオーディションを開催されている。

### BADオーディション
BADオーディションとはBeing Artist Development Auditionこれまで稲葉浩志、T-BOLAN、大黒摩季、柴崎浩、高山征輝、大田紳一郎、宇津本直紀、葛原豊、高森健太、HOOPなど数多くのミュージシャンを輩出している。
2011年にBADオーディション2011を開催。

### SUPER STARLIGHT CONTEST
SUPER STARLIGHT CONTESTは、全国34局ネットの音楽情報テレビ番組「CD NEWS」（現在はMU-GEN）とGIZA studio共同協賛のビーイングオーディション。これまで多くのアーティストを輩出している。「大阪GRAND Cafe」で、半年から1年周期（春と秋）に開催されており、グランプリ、準グランプリ、審査員特別賞、MU-GEN賞（以前はCD NEWS賞）等の部門賞がある。開催時によって違うが、グランプリ1名、準グランプリ1名、審査員特別賞1名から2名、MU-GEN賞1名から3名という結果が多い。同オーディションがきっかけでデビューしたアーティストは、愛内里菜、滴草由実、竹井詩織里、碧井椿、白石桔梗など。

### Treasure Hunt 〜ビーイングオーディション2012〜
Treasure Hunt 〜ビーイングオーディション2012〜はビーイングが2012年初めに告知したメジャーデビューが確約された大規模オーディション。6月24日に行われた最終審査で、新山詩織がオリジナル曲の『だからさ』と椎名林檎の『丸ノ内サディスティック』を弾き語りで披露し、審査員の高評価を得て応募総数8000人以上の中からグランプリを受賞。メジャーデビューの権利を得て、2013年にメジャーデビューとなった。他の応募者と比較し明らかに飛びぬけた才能と歌声という評価。審査特別賞に焚吐、蓮花が受賞し、2015年にメジャーデビューした。

### 『映画主題歌 女性シンガーオーディション ～Future Girls Audition～』
映画主題歌 女性シンガーオーディション ～Future Girls Audition～は2016年初めにビーイングが告知した大規模オーディション。グランプリ獲得者は2017年公開の映画『傷だらけの悪魔』主題歌でのデビューが確約されていた。応募資格として歌と容姿に自信のある中学生～21歳までの女性と限定されていた。またこのオーディションではこの映画でのデビューができるNEXTSTAR賞も同時に募集。こちらも女性限定。アーティスト部門、グランプリには菜々、審査員特別賞には荒木結衣、NEXTSTAR賞には藤咲百恵がそれぞれ受賞した。
2016年に菜々は、「Liliy's Blow」名義でデビュー。2017年公開の映画「傷だらけの悪魔」で藤咲がデビュー。

### 『平成生まれの女性ギタリストオーディション』
2017年公開の映画「傷だらけの悪魔」の演出プランで、急遽、女性ギタリストのキャスティングが決定した。それに伴い、先に行われた「女性シンガー主題歌オーディション」のスピンオフ・オーディションとして、平成生まれの女性ギタリストの緊急募集が決定。オーディション合格者は、映画出演とレコーディングの参加が約束された。
また、この演出には主題歌オーディションのグランプリの菜々も出演した。

### 『Being グローバルプロジェクト』
2017年開催のビーインググループの大型オーディションで、日本国内のみならず世界の舞台で活躍できる人材を発掘するのを目的に行われた。募集は性別は問わず25歳までで日本国内に限らず全世界から応募が可能となっており、合格者はビーインググループの全面的バックアップを受けデビューの準備にはいることが約束されていた。

### 『九州Teen'sオーディション2019』
2019年11月4日にビーイングと福岡にある音楽スクールであるオンリードがタッグを組み九州・沖縄エリアから若い人材を発掘するために行われる10代限定のオーディションである。参加資格は九州及び沖縄に住民票があり2019年12月31日付けで10代であること。アーティスト部門とアクター部門の2つに分かれてグランプリが選ばれる。アーティスト部門でのグランプリは九州エリア限定1曲入りオリジナル音源でBeingよりCDリリースされることが確約されている。アクター部門でのグランプリは上記のグランプリアーティストのMVへの出演が確約されている。

## 現在の状況

### 音楽部門
- かつてビーイングブームと呼ばれたように、1990年代前半は音楽業界でトップを走り続けていた。しかし90年代後半から、所属アーティストの全体的な売り上げが下降気味になり、1999年以降90年代のビーイングを支えてきた織田哲郎、栗林誠一郎、大黒摩季、DEENらがビーイングから移籍や活動停止。WANDS、T-BOLAN、FIELD OF VIEWらの解散が続きブームが終焉。90年代から実質引き続き残ったのはTUBE、B'z、ZARDの3組となった。
- 1995年から1997年 - 大阪心斎橋（直後に自社ビルを北堀江に購入し拠点を移動）に拠点を移し、GIZA studioがメインとなった。以前のビーイングサウンドよりR&B寄りやUKロック的な音楽を指向するようになり、他社のアーティストと明確な楽曲やアレンジ上の差異は1993年前後に比べて少なくなったが、所属アーティストのメディアコントロール手法とアニメ・ゲームタイアップで活動する手法は変わっていない。
- 1998年から2000年 - 小松未歩のアルバムヒット、倉木麻衣の大ヒット、テレビアニメ『名探偵コナン』タイアップ作品で愛内里菜がシングル『恋はスリル、ショック、サスペンス』のスマッシュヒットを飛ばすなど、一時期女性アーティストの柱が立っていた。
- 2002年から2003年 - TUBE、B'z、ZARD、の3本柱に加え、倉木麻衣、愛内里菜、GARNET CROWが着実に売り上げを確保していたが、CD不況やインターネットや携帯電話などで購入する音楽配信への移行の影響もあり、いずれのアーティストとも全盛期より売り上げが大幅に減下した。これに呼応するように2003年にZAIN RECORDSがB-Gram RECORDSに吸収合併された。
- 2004年 - GIZA studioからK-POPブームが国内で流行する直前いち早く韓国の人気女性グループJEWELRYを日本デビューさせるも日本活動は1年で終了となった。
- 2006年から2007年 - 東京にNORTHERN MUSICを設立し、GIZA studioから倉木麻衣、スパークリング☆ポイント、ZAIN RECORDSから滴草由実を移籍させて再起を図った。2007年5月にはZARDの坂井泉水が死去し、代表取締役だった長戸大幸が退任し相談役へ。従来のR&B寄りやUKロック的な音楽はもとより、ジャズやボサノヴァなどにも力を入れるようになった。
- 2008年 - 平田香織が、Perfumeのブレイクで注目を集めるようになったテクノポップを踏襲した楽曲でデビューしており、新たなジャンルを開拓し始めた。また、同年DAIGO率いるBREAKERZがデビューし、男性アーティストが少ないビーイングにおいて、TUBE、B'zに続く新たな男性バンドのファン層を取り入れた。
- 2009年 - 大阪の音楽事業の縮小（拠点を東京に戻した為）により所属アーティストの契約解除や解散が目立った。およそ7年に渡り活動を続けてきた三枝夕夏 IN dbを筆頭に、スパークリング☆ポイント、Naifuが解散し、菅崎茜、岸本早未、平田香織らが活動を休止した。レコード会社移籍して活動を続けたアーティストは上木彩矢のみ（GIZA studioからavex traxへ移籍）。
- 2010年12月31日 - 坂井泉水逝去後のビーイングを支えた女性アーティスト3本柱[注釈 16]の一人で、第54回NHK紅白歌合戦にも出場した愛内里菜が、甲状腺の病気療養のためにアーティスト活動より引退。
- 2011年7月10日 - 北原愛子がhills パン工場でのライブを最後に芸能界を引退。
- 2012年6月 - 韓国出身の男性アイドルグループBOYFRIENDをBeingレーベルから日本デビューさせ、第27回 日本ゴールドディスク大賞 ベスト3ニュー・アーティスト（アジア）を受賞した。
- 2013年6月9日 - GARNET CROWが大阪ライブをもって解散。GIZA studioでオリコントップ10入りできるアーティストが完全消滅する。
- 2015年1月28日 - 女性アイドル＆ダンスグループLa PomPonをデビューさせる。
- 2015年8月26日 - アンティック-珈琲店-がこれまでのインディーズ活動を終えメジャーデビュー。
- 2016年1月6日 - 楽曲制作に関与した名古屋を拠点に活動する男性アイドルグループBOYS AND MENの『BOYMEN NINJA』が、1月18日付オリコン週間シングルチャートで1位を獲得。翌月に発売された後藤康二作曲の『Wanna be!』も2月15日付オリコン週間シングルチャートで1位を獲得し、2作連続で首位を獲得。
- 2016年4月 - 長戸大幸を中心に製作したビーイング傘下レーベル・GIZA studioを中心による音楽集団、d-projectを始動。
- 2016年6月20日 - 無期限の活動休止中だった大黒摩季がビーイングと再契約し活動を再開。
- 2017年6月 - 活動休止していたT-BOLANが活動を再開。
- 2019年4月1日 - 1999年12月31日に解散したロックバンドZYYGの活動再開が発表された。
- 2019年9月18日、GIZA studioより女性4人組バンドSARD UNDERGROUNDがZARDトリビュートアルバムでメジャーデビュー。
- 2019年5月1日、ビーイング初の演歌歌手新浜レオンがデビュー。
- 2019年11月17日、WANDSが19年ぶりに新ボーカリスト上原大史の加入により第5期WANDSとして活動を再開。

### タレント部門
ビーイング関連会社「LOOP」が途中より設立したモデル・タレント部門には、2009年2月28日をもって閉鎖が発表されるまで、制コレグランプリを受賞した川原真琴や退社後にミス日本を受賞した立花未樹（現：宮田麻里乃）、2005年4月から2007年3月までの『おはスタ』（テレビ東京制作）のおはガールキャンディミントのメンバーに選ばれ、倉木麻衣の『P.S MY SUNSHINE』のPVに出演した麻亜里などが所属していた。その後、タレント部はWhite Dreamへ移行した。現在、White Dreamに所属しているタレントは、松村龍之介、秀光（元劇団プレステージ）、長尾卓也（劇団プレステージ）、村山和実、深堀圭一郎、エレーナ・アン、灰塚宗史など。

### 不動産部門
1994年に不動産部門として株式会社ビープラネッツを設立。東京代官山町での都市開発で成功し巨額な収益を上げ、その後1998年頃よりこれまでに蓄えていた豊富な財源を利用し大阪市内（主に堀江、心斎橋周辺）に多数のビルやマンション、駐車場などの不動産投資を始める。2008年に大阪大学医学部附属病院跡地に高級賃貸マンションリバーレジデンス堂島と共にオープンした堂島リバーフォーラムでは不動産開発から管理運営をするまでに成長している。その後も保有資産を増やし続けており、イタリアの建築家アントニオ・チッテリオが設計したデザイナーズ商業ビル「RASTER ON SHINSAIBASHI」が完成するなど、2022年現在までにグループが保有するビル、マンション、駐車場などの不動産は関西地区のみだけで2500を超える。また近年は国内のみならずニューヨークやハワイといった海外不動産へも投資している。2000年代中期より音楽業界ではCDの売り上げ不振が続き各レコード会社とも業績の悪化を余儀なくされている状況だが、それ以前に不動産投資に着手したB ZONEはとても音楽プロダクションとは思えないほどのバイイング・パワーを誇示しており音楽事業以外での収益の獲得に成功している。不動産部門では株式会社ビープラネッツをはじめとした多数の不動産会社をグループの傘下に従えている。

## レコードレーベル所属アーティスト

### B ZONE
発売元：販売元：株式会社B ZONE

#### VERMILLION RECORDS
- B'z（音楽プロデューサーは松本孝弘）
  - 松本孝弘（セルフプロデュース）
  - 稲葉浩志（セルフプロデュース）

#### NORTHERN MUSIC
2011年10月よりビーイングがNORTHERN MUSICを吸収
- 倉木麻衣（音楽プロデューサーはKANONJIと共同）

#### B-Gram RECORDS
- ZARD
- B.B.クィーンズ

#### B ZONE
- Anna Aya
- all at once
- 大黒摩季（セルフプロデュース）
- 奥﨑海斗
- 菅井純愛
- Wisteria
- 今夜、あの街から
  - ノラ
- ZYYG
  - 後藤康二
- 超新星
- T-BOLAN（森友嵐士プロデュース）
- 新浜レオン
- 新山詩織（セルフプロデュース）
- KNOCK OUT MONKEY（セルフプロデュース）
- 藤原いくろう
- MADEIN
- Yukihide"YT"Takiyama
- Ran
- Rainy。

#### ZAIN RECORDS
- 近藤房之助（セルフプロデュース）
- BREAKERZ（セルフプロデュース）
  - DAIGO（セルフプロデュース）
  - AKIHIDE（セルフプロデュース）
  - MUSCLE ATTACK（SHINPEIのバンド）
- DIMENSION（セルフプロデュース）
- FIELD OF VIEW

#### NiM RECORDS
- 宮川愛李

#### asistobe
- AislE
- RAKURA
- 寧音
- Kylie
- 未完成ブレイブ

### GIZA studio
販売元：株式会社B ZONE

#### J-Pop
- SARD UNDERGROUND（プロデュースは長戸大幸）
- d-Project（プロデュースは長戸大幸）
- dps（プロデュースは長戸大幸）
- ザ・ブラックキャンディーズ

#### O-TOWN Jazz
- 青紀ひかり（セルフプロデュース）

#### D-GO
- Sensation
- WANDS（プロデュースは長戸大幸）

### インディーズレーベル

#### Being
- 高原由妃
- 高山賢人（二胡奏者）

#### CRIMZON
出典：
- 甘い暴力
- -真天地開闢集団-ジグザグ

### 外部レコードレーベル

#### ビクターエンタエインメント/Colourful Records
- Maica_n

## White Dream所属のタレント・モデル・俳優
- 松村龍之介
- 秀光（劇団プレステージ）
- 長尾卓也（劇団プレステージ）
- 村山和実
- 深堀圭一郎（プロゴルファー）
- エレーナ・アン
- にゃんごすたー
- 灰塚宗史

## レコードレーベル旧所属アーティスト
- 愛内里菜（「R」名義で歌手活動再開後、2021年に「愛内里菜」名義に復帰）
- 碧井椿
- 秋吉契里（死去）
- 安良波明里（現在は「MEIRI」名義）
- アンティック-珈琲店-
- Annekei
- UNDER FOREST
- 伊奈木紫乃
- 岩田さゆり
- OOM
- 宇浦冴香
- 植田真梨恵
- 上原あずみ
- 宇徳敬子（独立）
- XL
- 大平峻也
- 岡崎雪
- 織田哲郎
- organs café
- Caos Caos Caos
  - 白石乃梨
- 上木彩矢
- 花リナ
- GARNET CROW
- Gulliver Get
- 北原愛子
- Gimmick.
- 栗原小夜
- 栗林誠一郎
- GRASS ARC.
- grram
- 岸本早未（引退後、「岸本美和子」名義で服飾ブランドを運営）
- 小泉ニロ
- KU
- 小松未歩
- さぁさ
- 三枝夕夏 IN db
- Chicago Poodle
- 滴草由実
- Cing
- Jeepta
- SCHON
- JEWELRY
- 少年記
- 新堂敦士
- sweet velvet
- 菅崎茜
- SKULL CANDY
- スピカ
- スパークリング☆ポイント
- Cellchrome
- Soul Crusaders
- the★tambourines
- 高岡亜衣
- 焚吐
- 竹井詩織里
- Chelsy
- TMG
- DEEP'S
- DEEN（他事務所に移籍）
- doa（独立）
  - 徳永暁人
- doriko
- Naifu
- 中島紅音
- なついろ
- 七緒香
- nano sound museum
- 西田エリ
- New Cinema 蜥蜴
- note
- Purple Stone
- Hachi/Hatch,
- 羽田裕美
- 早川えみ
- BAAD
- BA-JI
- BUZZLIP
- VALSHE
- 平田香織
- PINC INC
- FEEL SO BAD
- First place
- 4D-JAM
- flow-war
- HAZZE
- Hundred Percent Free
- Blanky Pumpkin（Back PageZ）
- Blue turns to Grey
- BOYFRIEND
- ViCTiM
- MASTERLINK
- 松橋未樹
- 松本蘭
- 真中潤
- MANISH
- MATSURI
- 未完成モノローグ
- Mi-Ke
- トゥライ
- 美元智衣
- Mei
- 森川七月
- 森田葉月（現在は「つぐめ」名義でインディーズで活動）
- 矢嶋良介
- ヤスミン
- YOKO Blackstone
- 吉田知加
- Riding
- LOUDNESS
- RAMJET PULLEY
- REAL REACH
- Ryu
- Rootless
- REV
- RevleZ
- 蓮花
- Loe
- WAG
- Wang Chao
- WAR-ED

## 主な過去の制作アーティスト
- EARTHSHAKER
- アツミサオリ
- AYAKO
- 亜蘭知子
- 秋本奈緒美
- 麻生小百合
- EDGE
- エマニエル
- 大葉るか
- 岡江久美子
- 岡安由美子
- 佳苗
- Cup's
- KEY WEST CLUB
  - Aisha
  - 中谷美紀
- KIX-S
  - 安宅美春
- GEARS
- Qyoto
- 桜井ゆみ
- TROUBLE
- J.A.M. Cream
- spAed
- 高村亜留
- 田中美奈子
- W-NAO
- TUBE
- TEARS
- DORA
- 中畑幾久子
- 中村彩花
- NONSECT
- 浜田麻里
- PAMELAH
- 日詰昭一郎
- Beaches
  - 関ゆみ子
- ピュアレモン
- 古川真一
- BLIZARD
- Fayray
- FENCE OF DEFENSE
- PLI：Z
- BLUEW
- 本城未沙子
- BOØWY
- BOYS AND MEN
- Bon-Bon Blanco
- 水島由紀子
- 南野陽子
- 三原順子
- MANISH
- Riding
- LOUDNESS
- Litz Co.
- WHY

## アーティストマネジメント
系列の芸能事務所でアーティストおよびタレント、モデルのマネジメントを行っている。ただし、ビーイングが音楽制作に携わったからといって必ずしもマネジメント全般まで関与しているとは限らない。
- VERMILLION （B'z 個人事務所）
- GIZA ARTIST（主に関西在住のアーティストが所属）
- GIZA MUSIC
- シグナルドイエロー（近藤房之助 個人事務所）
- ZAIN ARTISTS
- B ZONE
- SENSUI（ZARD 個人事務所）
- Ading
- White Dream
- LOOP（倉木麻衣 個人事務所）
- ホワイトミュージック - TUBEのデビューに合わせて、田辺エージェンシーの関連会社であるぐあんばーるとビーイングが共同出資の上、設立した芸能事務所。2008年までビーイングが制作した楽曲出版権については、ジーミュージックとの共同管理。

## B ZONEに関連のある外部の人物
直接、B ZONE所属ではないが、同社に所属している人物がプロデュースしたことのあるアーティスト、同社の作品やライブに関わった事のある人物など。ただし、該当人物が同社に所属する前や同社から移籍・解散した後など同社と無関係な期間は除く。
- TM NETWORK - 松本孝弘、北島健二、西村麻聡、山田亘、日詰昭一郎など多くのB ZONE所属のミュージシャンがサポートとして参加したり、ボーカルの宇都宮隆のソロ活動に楽曲提供を行った。逆に小室哲哉は日詰に楽曲提供、松本のソロアルバムにキーボードで参加した。
- テレサ・テン - シングル『あなたと共に生きてゆく』ではZARDの坂井泉水が作詞、織田哲郎が作曲、長戸大幸がプロデュースを担当。
- さくらももこ - 『おどるポンポコリン』と『走れ正直者』を作詞。
- 中山美穂 - 『世界中の誰よりきっと』でWANDSとコラボレート。
- 長嶋茂雄 - 『果てしない夢を』でZYYG、REV、ZARD、WANDSとコラボレート。
- 相川七瀬 - 織田哲郎の個人プロデュース。BADオーディションの出場、B ZONEのスタジオなどの使用経歴もあり。
- 大津あきら - MOON『闇を渡れ 〜ACROSS THE DARKNESS〜』、坪倉唯子『ジュテーム』の作詞。
- Fayray - 松本孝弘とのコラボレートのみならず徳永暁人、小澤正澄などと共同制作。アルバム『白い花』、『HOURGLASS』（シングルでは『touch me, kiss me』から『口づけ』まで）のサウンドプロデューサーをKANONJIが手掛けた。2003年から2004年にかけてTHURSDAY LIVEに出演。
- 小西康陽 - ZARDのリミックス、sweet velvetの編曲に参加。
- 村上秀一 - 近藤房之助とのコラボレート。松本孝弘のレコーディングに参加。
- シャ乱Q - つんく♂はアルバム『タイプ2』で大野愛果、愛内里菜、寺尾広とコラボレート。はたけは平家みちよの楽曲で牧穂エミと共作。
- 秋元康 - トラブル（現・THE 虎舞竜）、B.B.クィーンズ、Mi-Keの楽曲の作詞を担当。
- 三浦徳子 - TUBE、B.B.クィーンズの楽曲の作詞を担当。亜伊林名義でTWINZER『LEAVE ME ALONE』を作詞。
- ジョージ吾妻 - BLIZARD『暗黒の聖書〜BLIZARD OF WIZARD〜』をサウンドプロデュース。LOUDNESSとも深い関わりを持つ。
- 羽田一郎 - BAAD、TEARS、Cup's、中谷美紀の作曲に参加。長戸大幸とは膳所高校の先輩後輩の間柄。
- 大野克夫 - テレビアニメ『名探偵コナン』のサントラのリリース、及び愛内里菜&三枝夕夏『100もの扉』の作曲。
- KAT-TUN - デビュー・シングル『Real Face』は松本孝弘が作曲。
- ムッシュかまやつ - 渚のオールスターズの一員で、Mi-Keのレコーディングに参加。
- 森進一 - 坂井泉水、大野愛果、徳永暁人が楽曲制作に参加。増崎孝司がレコーディングに参加。
- 奥村愛子 - 2007年10月のTHURSDAY LIVEに出演。レコーディングにDIMENSIONが参加。
- 初音 - 2005年3月25日のTHURSDAY LIVE CAT NIGHT（LITTLECATの卒業生・在校生とCAT MUSIC COLLEGE専門学生と高等部学生との初共演イベント）に碧井椿や菅崎茜等とともに出演。
- 水樹奈々 - 愛内里菜とはAnimelo Summer Liveの企画シングルで2度共演している。楽曲提供に後藤康二、レコーディングに増崎孝司、ツアーに北島健二が参加。
- BOYS AND MEN - インディーズ時代から後藤康二や福井元気などの所属クリエーターが楽曲制作に関わって居る。またCDのクレジットのSpecial Thanksには、清岡千穂（Being）として記されてある。2016年に公開された映画『BOYS AND MEN 〜One For All, All For One〜』では、Beingが音楽制作を一部担当。DVDは2017年にユニバーサルミュージックのVirgin Musicより発売されている。
- GIORGIO 13 CANCEMI - 倉木麻衣との作詞共作やコラボレートシングル『どうして好きなんだろう feat. Mai.K』を発表している。
- みやかわくん - デビュー曲「イダテンドリーマー」の作曲を山口篤（Dps (バンド)の川村篤史）が担当しているほか、焚吐とのコラボ及びユニットOnly this timeとして活動している。

## 制作媒体

### テレビ
- いつありのブラ街（サンテレビ） - 2020年10月5日から放送開始。音都とサンテレビの共同制作による番組。

#### 放送終了
- MVN（あいテレビ ほか） - BEINGアーティストがリリースする新曲をPV映像を交えて紹介。
- THE MOMENT（チバテレ ほか） - 主にBEINGアーティストの新曲や話題を紹介。ENTERTAINMENT NEWSの後継番組だが、MCは設けていない
- ダンスシャッフル（tvk ほか）
- MU-GEN（チバテレ ほか）
- 音楽ニュースHO （テレビ朝日系）
- NO. （テレビ朝日系列、ミニ番組）
1993年4月から1999年9月まで放送され、ビーイング系アーティストのプロモーションビデオが放映されていた。
- CD NEWS （UHF系、ミニ番組） 出演:浜家優子（有文子）など。
1993年4月から1999年9月まで放送され、ビーイング系アーティストのプロモーションビデオが放映されていた。
- GIZA STATION （UHF系、ミニ番組）
- 情報IN（テレビ東京、ミニ番組）1996年から1997年にかけて『ワールドビジネスサテライト』放送終了後に放送されていた『SUNDAY BLUES LIVE』の模様を紹介した番組。
- いま人（日本テレビ、ミニ番組） - 1996年秋スタート。
- チェキラ! （日本テレビ、ミニ番組）
渋谷界隈のショップ・グッズ情報と絡めた番組。シングル・アルバムチャートではビーイング歌手が1位〜5位を必ず獲得し、実際のチャートとかなり乖離していた。出演:こずえ鈴
- チェキ!チェキ! （日本テレビ、ミニ番組）
チェキラ!の後継番組。出演:榮倉奈々、徳澤直子
- J-ROCK ARTIST BEST 50 （UHF系）
視聴者投稿でアーティストをカウントダウンする番組で、ビーイング歌手が上位を独占。「今週の似ている曲」ではビーイング以外の楽曲のみを扱う。数回、番組名を変えリニューアル。
- BEST OF J-GROOVE （UHF系）
R&Bが流行し始めた頃、J-ROCKがタイトル変更。SINGLE・ALBUM REVIEWコーナーではビーイングしか取り上げなかった。
- ROOTS （UHF系）
関西ブルースムーブメント再興促進とポピュラー音楽史をシナジーさせビーイング関西活動のきっかけとした番組。
- アメロク（UHF系）
ナレーション：和田誠・浅井博章 ほか。アメムラ・ロック・ストリートの略。オーバー気味なナレーションと共に毎回出演するゲストが、オススメのアーティスト紹介で必ずビーイングの歌手を推薦する番組構成。
- SO-HOT（UHF系、テレビ大阪制作）
ナレーション：浅井博章・U.K.。堀江最新情報番組と称してGIZAアーティストを紹介していた。「人気・実力・ルックスの3つを兼ね備えたブレイク必至のバンド」として、活動停止したWAG（GIZA所属）をフィーチャーしていた。
- HIP-POP（UHF系）
活動停止したソウル・クルセーダーズ（GIZA所属）のキング・オパールが出演。
- ホームページ京都（UHF系 KBS京都制作）
京都の観光スポットを紹介する番組で、前期は若者向けの京都情報を中心に紹介。スタジオ収録は大阪アメリカ村にあるグランカフェ。後期は評論家・八幡和郎を迎え一新。京都、滋賀を始め関西の情報を多岐に渡って紹介。収録は京都北山スタジオ、GIZA本社。初期のレギュラー：NewCinema蜥蜴、RAMJET PULLEY、WAG、cocott、内藤智子、キングオパール、京都の著名人。後期のレギュラー：八幡和郎、内藤智子、庭和田薫、斉田才。斉田才の音楽情報ではビーイングを中心に紹介。
- BOOMs（UHF系）
中高生向け音楽情報番組だがエイベックス系は取り上げなかった。
- メッチャE!（UHF系）
BOOMsがリニューアル。ビーイング音楽情報のほかにGARNET CROWの岡本仁志が同志社大学を再訪したり、デビュー前の三枝夕夏が出演。
- ヒルズ音楽工場（UHF系）
3ヶ月で終了、この頃からビーイング制作番組が縮小していく。
- CD News（UHF系）
司会:斉田才、内藤智子、KAORU。MUSIC NEWSのコーナーではビーイングは発売前、非ビーイングは発売後の紹介という徹底ぶりだった。
- The MUSIC 272 （SKY PerfecTV! 272ch）
ビーイングが運営する上記の番組を多数有料放送していたが、2005年6月30日電波停止された。今後はPPVや動画配信に力を入れていく様子である。
- ENTERTAINMENT NEWS（UHF系、チバテレ ほか）
MCはLOOP所属タレントの石井琴里と矢田達也。専用スタジオなどは一切なく、副調整室で収録されていた。
- ARTIST REQUEST（UHF系、チバテレ ほか）
2011年6月終了。
- MUSIC FOCUS（チバテレとの共同制作、全国22局ネット・Music Japan TV）
Beng GIZA VERMILLION オフィシャルポータルサイト『Musing』でのダウンロードも可能。
2009年4月 - 2012年3月放送。
- MUSIC LAUNCHER（チバテレとの共同制作、全国22局ネット・Music Japan TV）
MUSIC FOCUSの後継番組。2012年4月 - 2016年3月放送。この番組が最後のチバテレとの共同制作番組となる。
- 『音都』（サンテレビ） - 2019年1月9日から2019年9月25日まで放送されていた。長戸大幸がゼネラルプロデューサーとしてクレジットされているほかギザのスタッフが制作に関わっていた。

### ラジオ番組
- 現在レギュラー放送中の番組は無し

#### 過去
- FUTURE PARADISE（Kiss-FM KOBE）DJ：永井隆
- music freak radio（FM COCOLO）DJ：斉田才
- PASTIME PARADISE（FM-KYOTO）DJ：岡本仁志
- B-Sound Station（bayfm、2016年4月- 2017年9月）DJ：さな

### 雑誌・冊子
- J-ROCK magazine（1994年 - 2000年、月刊誌、ジェイロックマガジン社）
  - J-groove magazine（2000年 - 2006年、月刊誌、ジェイロックマガジン社）
- Music Freak Magazine（1994年 - 2009年、フリーペーパー、エムアールエム） - ビーイング系歌手がメイン
  - music freak Es（2010年 - 2015年、有料会員限定雑誌、エムアールエム） - 2016年からは有料メールマガジン「music freak press」に移行。
- Undown（1997年 - 2003年、フリーペーパー、エムアールエム） - インディーズ系アーティストがメイン

### その他
- BEING GIZA チャンネル（ソフトバンクモバイル提供「ただ歌ばん」での番組）
- タワーレコード渋谷店のビルボードなど